# SC Olhanense
A Sporting Clube Olhanense (portugálul:[ˈspɔɾtĩɡ ˈklub(ɨ) oʎɐˈnẽs(ɨ)]) egy portugál labdarúgócsapat az Algarve tartománybeli Olhãóban.
A labdarúgó-szakosztály 1912. április 27-én alakult, jelenleg a másodosztály tagja. Hazai mérkőzéseit a 6 000 fő befogadására alkalmas Estádio José Arcanjóban rendezi.
1924-es győzelmével az Olhanense volt az első nem lisszaboni vagy portoi csapat, amely megnyerte a Taça de Portugalt.